# Otočne utrdbe Beneške lagune
Otočne utrdbe (it. Batterie [baterìje]) so otoki v Beneški laguni, na katerih je Beneška republika zgradila obrambne trdnjave, od leta 1380 dalje. Gre za osem malih otočkov, ki se v odprtem polkrogu raztezajo vzdolž lagune in sestavljajo približno 20 km dolgo obrambno linijo, ki je ščitila Benetke pred napadi iz morja in iz kopnega. Dejansko so nekateri od teh otokov umetni, saj je bila prvotna utrdba zgrajena na koleh in pozneje »podložena« in obsuta. Zgradbe so imele obliko krožnega odseka: sedem kratkih stranic v polkrogu in ena dolga stranica, ki je odsek zapirala. Opremljene so bile z braniki, smodnišnico in skromnimi prostori za bivanje. 
Po padcu Beneške republike (1797) so najprej Francozi in nato Avstrijci popravljali in modernizirali naprave, predvsem z utrjevanjem temeljev zgradb in obrežij. Pod Italijo so bile v drugi svetovni vojni nekatere od teh utrdb opremljene za protiletalsko obstreljevanje. Danes so tri od njih (Ex Poveglia, Campana in Carbonera) zapuščene in razpadajo, dve (Buel del Lovo in Tessera) sta bili preurejeni v bivališča, ena (Trezze) v industrijski objekt, dve (Fisolo in Campalto) sta bili restavrirani. 
Poleg teh obrambnih trdnjav je bilo v laguni tudi pet osmerokotnikov (it. Ottagoni [otàgoni]), ki so bili osmerokotne vojašnice, kjer so normalno prebivale posadke omenjenih utrdb. Najstarejši osmerokotnik je bil zgrajen pri otoku Poveglia okoli leta 1380, ko so se morali Benečani braniti pred Genovsko republiko. Po istem načrtu so bile pozneje, ko je grozil napad s strani Turkov (od leta 1571 dalje), zgrajene še štiri vojašnice za namestitev posadk za batterie, ki so bile medtem ustvarjene (Alberoni, Campana,  San Pietro, Ca' Roman). Danes so vsi osmerokotniki v razsulu.
Po navadi je vključen med otočne utrdbe Beneške lagune tudi otok Sant'Angelo della Polvere, kjer je bila nameščena leta 1555 smodnišnica. Od tedaj je vedno služil le v vojaške namene. Danes je zapuščen. 